# Dwergmuismaki
De dwergmuismaki (Microcebus murinus) is een zoogdier uit de familie van de dwergmaki's (Cheirogaleidae). De wetenschappelijke naam van de soort werd voor het eerst geldig gepubliceerd door John Frederick Miller in 1777. De soort geldt als de bekendste en wijdstverspreide soort muismaki. De dwergmuismaki komt voor in het westen en zuiden van Madagaskar.

## Uiterlijk
De dwergmuismaki behoort tot de kleinste primaten met een lengte van 12 tot 14 cm en een gewicht van 40 tot 70 gram. Het dier heeft een grijsbruine vacht.

## Leefwijze
De dwergmuismaki is een nachtdier dat overdag slaapt in slaapnesten, vaak verlaten vogelnesten, of boomholten. Insecten vormen het hoofdvoedsel van de dwergmuismaki en verder worden ook kleine vogels, plantensappen en nectar gegeten.
Het vrouwtje van de dwergmuismaki is de enige die voor de jongen zorgt. Desondanks herkennen de vrouwtjes het geluid van hun vader, wat waarschijnlijk inteelt voorkomt.

## Leefgebied
Het verspreidingsgebied van de dwergmuismaki loopt in Madagaskar van de Onilahy-rivier langs de westkust noordwaarts tot het Nationaal park Ankarafantsika. Een afgescheiden populatie leeft in het zuidoosten van het eiland in de Mandena Conservation Zone. Laaglandbossen vormen het leefgebied van de dwergmuismaki.